# Chuột hươu bé
Chuột hươu bé (danh pháp hai phần: Niviventer fulvescens) là loài gặm nhấm thuộc họ Chuột (Muridae). Chúng phân bố ở Bangladesh, Campuchia, Trung Quốc, Ấn Độ, Indonesia, Lào, Malaysia, Nepal, Pakistan, Thái Lan và Việt Nam.